# Rainbow Six Vegas 2
Tom Clancy's Rainbow Six: Vegas 2 er det niende spil i Rainbow six serien. Det er et  taktisk first-person shooter skydespil udviklet af Ubisoft Montreal.